# Pablo Monroy
Pablo Monroy (Pachuca de Soto, Hidalgo; 22 de julio de 2002) es un futbolista mexicano que juega como lateral derecho o lateral izquierdo y su equipo actual es Club Universidad Nacional de la Primera División de México.

## Inicios

### Club Universidad Nacional
Formado en la cantera de los Pumas inicio primero en la Tercera División del equipo, para después subir a la categoría Sub-17 donde tendría un breve paso. Para posteriormente subir a la categoría Sub-20 donde tendría más participación.
Hace su debut profesionalmente en la Jornada 7 del Clausura 2023 frente al Club Necaxa, arrancando como titular y saliendo de cambio al minuto 76. Dicho partido su equipo lo terminaría perdiendo 3-1.